# 沙田機場
沙田機場（英語：Sha Tin Airfield）曾是一個小型混凝土單跑道飛機場，原址位於香港新界沙田區白鶴汀村，已被棄用拆除及發展為沙田新市鎮、沙田市中心。

## 地理環境
位於沙田的城門河之西畔，鄰近九廣鐵路英段的沙田站（約於現時港鐵沙田站的位置），即現在的香港文化博物館至帝都酒店一帶。

## 歷史

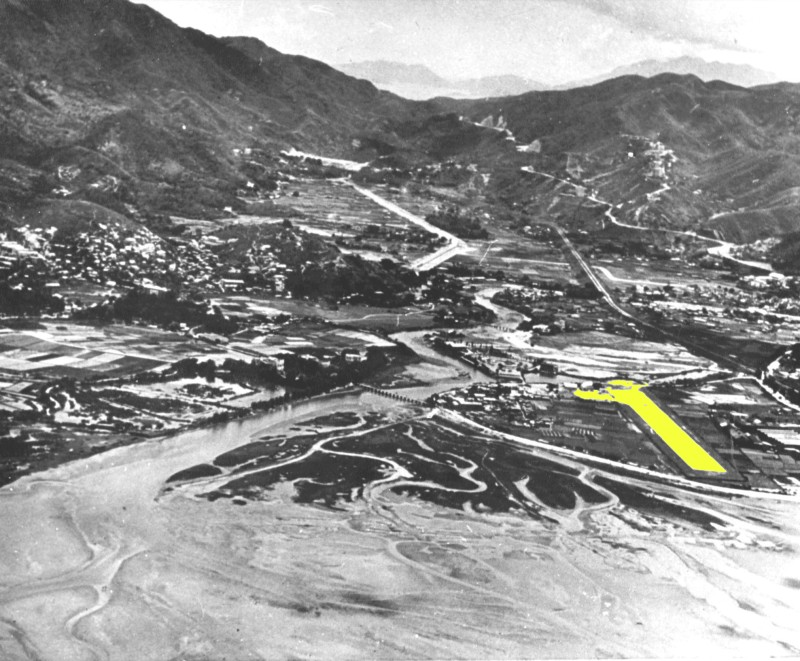
從城門河口望向西南方的沙田軍用機場之跑道（黃色）

1949年建造的沙田機場最初是供英國陸軍航空隊（Army Air Corps）第20獨立航空偵察隊（20 Independent Reconnaissance Flight）進駐使用，派駐的是英國製造奧斯特AOP聯絡觀測機。1953年12月6日上午10時30分至下午4時30分，美國泛美航空公司曾經在此舉行第二次世界大戰後，香港第一次模型滑翔機比賽，有46架飛機參賽，中間有1小時午膳休息，當時煙雨迷漫，刮著北風，氣溫降至14攝氏度，最後由黃錦禎先生以85秒奪得冠軍，獲得手表為獎品。1955年1月30日下午1時，此地又再次舉行「香港模型飛機比賽」。
1962年9月1日晚上 ，颱風溫黛正面吹襲香港，帶來的雨水混合海潮，海上的船艇被沖入沙田的陸上，當時沙田火車站被兩英呎積水淹浸，由於白鶴汀壆被沖出數個缺口，海水源源不斷淹至，旁邊的白鶴丁村、「聯泰紗廠」及沙田機場等低窪地區嚴重水浸，損失慘重，在當時的地理環境限制下，英軍決定撤出沙田機場。機場的土地後來被小販佔用，作爲出租單車的遊樂場地。香港政府為了在1970年代發展沙田新市鎮，需要在已廢棄的沙田機場，建築橫越機場跑道的獅子山隧道公路，於是在1970年2月驅趕佔用該處出租單車的近10個攤檔。

## 原有設施
- 擁有一條小型混凝土跑道。
- 跑道長度約600公尺，跑道編號(方向)為05/23。

## 外部連結
- Soldier的世界 從前沙田有機場 （页面存档备份，存于）
- 飛機即將降落沙田機場照片: HKU Digital Repository （页面存档备份，存于）